# Меуччи, Даниэле
Даниэле Меуччи — итальянский легкоатлет, специализируется в беге на длинные дистанции.
Победитель пробега UAE Healthy Kidney 10K 2012 года. Участник Олимпийских игр 2012 года в Лондоне. Выступал на дистанции 5000 метров, но не смог выйти в финал, а также в беге на 10 000 метров где занял 24-е место.
17 марта 2013 года занял 2-е место на Нью-Йоркском полумарафоне, показав время 1:01.06, уступив лишь Уилсону Кипсангу 4 секунды. На чемпионате мира 2013 года в Москве занял 19-е место на дистанции 10 000 метров.

## Достижения
29 марта выступил на чемпионате мира по полумарафону, на котором с результатом 1:01.57 занял 27-е место.
1 марта 2015 года занял 2-е место на марафоне озера Бива — 2:11.10.

## Чемпионаты Италии
- Чемпион Италии по кроссу на дистанции 10 000 метров в 2006, 2007 и 2010 годах
- Чемпион Италии в беге на 5000 метров в 2007 и 2008 годах
- Чемпион Италии по кроссу в 2011 году